# Sucidothrombium
Sucidothrombium är ett släkte av spindeldjur som beskrevs av Zicman Feider 1973. Sucidothrombium ingår i familjen Microtrombidiidae.
Släktet innehåller bara arten Sucidothrombium sucidum. Sucidothrombium är enda släktet i familjen Microtrombidiidae.